# Colláu Jozalba
El colláu Jozalba (según el IGN, collado de Ozalba) es un paso de montaña en el sector oriental de la cordillera Cantábrica, en el oeste de Cantabria (España).
Está situado a 556 m s. n. m. de altitud y comunica las poblaciones de Obeso en Rionansa y Quintanilla en Lamasón, sirviendo de divisoria entre ambos municipios.